# Vicente Antonorsi
Vicente Antonorsi (Caracas, 24 de julio de 1952) artista visual de medios mixtos, diseñador textil y arquitecto venezolano.
Falleció el 20 de junio de 2025 en la ciudad de Miami, FL, Estados Unidos 

## Biografía
En 1969 inicia sus estudios de arquitectura en la Universidad de los Andes en Bogotá, de donde egresa en 1978. En paralelo estudia diseño textil y diseño gráfico en la Universidad José Tadeo Lozano, donde se gradúa en 1974. En este mismo período recibe clases de Olga de Amaral, lo que influye en su desarrollo como artista visual. También participan en su formación José Antonio Roda, Carlos Rojas y Gerardo Carbonell, profesores de arte en la Universidad de los Andes. Al culminar sus estudios regresa a Venezuela dedicándose a la arquitectura y al diseño de muebles durante toda la década de los ochenta. Esta experiencia nutrirá su posterior desarrollo como artista visual al incorporar elementos y materiales propios de esas disciplinas. A partir de 1994 retoma la investigación plástica utilizando el bahareque como material de construcción, lo que le permite aplicar los principios del arquitecto y del tejedor, pues las fibras vegetales se entremezclan creando una estructura sobre la que se levanta la pared de barro. Con este principio Antonorsi propone objetos en los que el orden y distribución del tejido de las fibras, de forma visible y destacada, crean composiciones en las que el color, el ritmo y los contrastes de simetría y asimetría juegan un papel fundamental. En 1999 empieza a trabajar la madera como elemento textural y volumétrico, para lo que generalmente utiliza maderas industriales con las que obtiene volúmenes de corte minimalista que rescatan las posibilidades esenciales del material. Con estos trabajos participa en una exposición colectiva en la Sala Alternativa (Caracas, 2001), titulada “Los sueños no duran más de cinco minutos”, en la que el curador Miguel Miguel reunió diez artistas que, según su criterio, no se insertan en el mainstream del arte venezolano contemporáneo.
Desde 2001 comienza a experimentar con vegetales, plantas y semillas, lo que le permite crear obras con una cualidad efímera que recuerdan lo inclemente que es el paso del tiempo. Realiza instalaciones que van más allá del simple arreglo y se vinculan con las emociones, las sensaciones y los recuerdos que estos elementos pueden despertar en el espectador. En ellas utiliza desde las espigas de gamelote hasta los olores, colores y texturas de los elementos vegetales, o los cantos rodados con perforaciones en las que siembra plantas xerófilas. En este período integra también en su obra semillas amarradas con fibras vegetales para construir volúmenes esféricos que rememoran frutos de otro tiempo. Este trabajo es desarrollado en torno a los materiales naturales que ofrece la cordillera de la costa para la exposición “Temporada” (Sala Mendoza, 2001), y en ellos se aprecia el paso de lo general (el paisaje) a lo particular (la piedra, el fruto, la flor). Es un ejercicio de síntesis: una metáfora del paisaje, utilizando materiales procedentes de la naturaleza misma como elementos plásticos y soporte de la obra. Para Tahía Rivero “el artista incluye y mezcla especies a su antojo, en un inventario ajeno a cualquier clasificación. El resultado es un paisaje simbólico que evoca el paisaje que no vemos pero que recordamos y junto con sus cambios los de la ciudad y sus habitantes. Es éste pues, un manual que insiste en ver el paisaje como una nueva mirada” (2001). Según William Niño Araque “para Antonorsi, los grandes momentos de la ciudad se enfrentan compulsivamente a las dificultades que opone el paisaje y la naturaleza misma; este enfrentamiento entre naturaleza natural y naturaleza histórica (o construida) es el argumento más afortunado de su obra; es el regalo de la idea de las especies vegetales como la clave de la apropiación de una serena condición contemplativa” (2001).
A lo largo de su carrera ha compartido su trabajo de arquitecto y de escultor, fundando y dirigiendo desde 1986 junto a su socio la empresa Añil Arquitectura y desarrollando su trabajo plástico participando en numerosas exposiciones colectivas y salones de arte y realizando dieciséis exposiciones individuales entre las que destacan: Piedra metal y madera en Alternativa, Elvira Neri Galería de Arte en 1998; Temporada, nuevo manual de especies vegetales en la Sala Mendoza en 2001; Estructuras recientes en la Galería Alternativa en 2005; Acumulaciones diálogos visuales en la sala TAC en 2007; Natural en la 415 Gallery en San Francisco, Estados Unidos; Esculturas recientes en la Galería La Cuadra en 2010; Del cuadrado al cubo en Espacio BBB, Madrid en 2013; Calados / Color en Espacio 5, Valencia, Venezuela; Angulares en Espacio Monitor y Oblicuas en Imago Art in Action en 2017. Su obra es realizada en madera industrial donde el artista deja ver su textura y composición siendo las vetas protagonistas del acabado de las obras, que van desde pequeñas piezas para espacios íntimos hasta obras de gran formato, mas recientemente ha incursionado con el trabajo en hierro. Se puede decir que su trabajo se encuentra dentro de la tendencia minimalista y constructivista y de allí que el cruce entre sus dos vocaciones se evidencie y se mezcle en sus trabajos.